# Jeanette Nilsen
Jeanette Nilsen, née le 27 juin 1972 à Skien, est une ancienne handballeuse internationale norvégienne qui évoluait au poste de gardienne de but.
Avec l'équipe de Norvège, elle participe aux jeux olympiques de 2000 où elle remporte une médaille de bronze. 
En 1999, elle remporte également le titre de championne du monde avec la Norvège.

## Palmarès

### Sélection nationale
Jeux olympiques 
- médaille de bronze aux Jeux olympiques de 2000, Sydney,  Australie

championnat du monde 
- vainqueur du Championnat du monde 1999,  Norvège /  Danemark
- finaliste du Championnat du monde 1997,  Allemagne

championnat d'Europe 
- vainqueur du Championnat d'Europe 1998,  Pays-Bas
- finaliste du Championnat d'Europe 1996,  Danemark